# Brandon Moreno
Brandon Moreno (Tijuana, 7 dicembre 1993) è un lottatore di arti marziali miste messicano.
Combatte nella divisione dei pesi mosca per l'organizzazione statunitense UFC, nella quale è stato campione di categoria. È stato fra i partecipanti del reality show The Ultimate Fighter: Tournament of Champions nel 2016. In passato ha militato anche nelle promozioni World Fighting Federation e UWC México.

## Carriera nelle arti marziali miste

### The Ultimate Fighter
Nel luglio 2016 il messicano viene scelto per partecipare al reality show The Ultimate Fighter: Tournament of Champions, come membro della squadra capeggiata da Joseph Benavidez. Affronta quindi Alexandre Pantoja al primo round dello show, venendo sconfitto via sottomissione al secondo round e quindi eliminato dalla competizione.

### Ultimate Fighting Championship
In un raro susseguirsi di eventi, Moreno compie il suo debutto per l'UFC mentre The Ultimate Fighter è ancora in corso. Sale per la prima volta sull'ottagono il 1º ottobre 2016 a UFC Fight Night 96 contro Louis Smolka. Moreno trionferà via sottomissione al primo round, aggiudicandosi tra l'altro il riconoscimento Performance of the Night.
Il 3 dicembre seguente a The Ultimate Fighter: Tournament of Champions Finale, nel suo secondo match in UFC, si ritrova davanti Ryan Benoit, poi battuto tramite decisione non unanime dei giudici.
Ritorna in azione quasi subito, il 22 aprile 2017 a UFC Fight Night 108, sconfiggendo Dustin Ortiz via sottomissione alla seconda ripresa. Tale prestazione gli vale più tardi il secondo riconoscimento Performance of the Night.

## Risultati nelle arti marziali miste
| Risultato | Record | Avversario          | Metodo                                   | Evento                                               | Data              | Round | Tempo | Luogo                      | Note                                                               |
| --------- | ------ | ------------------- | ---------------------------------------- | ---------------------------------------------------- | ----------------- | ----- | ----- | -------------------------- | ------------------------------------------------------------------ |
| Vittoria  | 23-8-2 | Steve Erceg         | Decisione (unanime)                      | UFC Fight Night: Moreno vs. Erceg                    | 29 marzo 2025     | 5     | 5:00  | Città del Messico, Messico |                                                                    |
| Vittoria  | 22-8-2 | Amir Albazi         | Decisione (unanime)                      | UFC Fight Night: Moreno vs. Albazi                   | 2 novembre 2024   | 5     | 5:00  | Alberta, Canada            |                                                                    |
| Sconfitta | 21-8-2 | Brandon Royval      | Decisione (non unanime)                  | UFC Fight Night: Moreno vs. Royval 2                 | 24 febbraio 2024  | 5     | 5:00  | Città del Messico, Messico |                                                                    |
| Sconfitta | 21-7-2 | Alexandre Pantoja   | Decisione (non unanime)                  | UFC 290                                              | 8 luglio 2023     | 5     | 5:00  | Las Vegas, Stati Uniti     | Perde il titolo dei pesi mosca UFC.                                |
| Vittoria  | 21-6-2 | Deiveson Figueiredo | KO tecnico (stop medico)                 | UFC 283: Teixeira vs. Hill                           | 22 gennaio 2023   | 3     | 5:00  | Rio de Janeiro, Brasile    | Vince ed unifica il titolo dei pesi mosca UFC.                     |
| Vittoria  | 20-6-2 | Kai-Kara France     | KO tecnico (calcio al corpo e pugni)     | UFC 277: Pena vs. Nunes 2                            | 30 luglio 2022    | 3     | 4:34  | Dallas, Stati Uniti        | Vince il titolo dei pesi mosca ad interim UFC. Fight of the Night. |
| Sconfitta | 19-6-2 | Deiveson Figueiredo | Decisione (unanime)                      | UFC 270: Ngannou vs. Gane                            | 22 gennaio 2022   | 5     | 5:00  | Anaheim, Stati Uniti       | Perde il titolo dei pesi mosca UFC. Fight of the Night.            |
| Vittoria  | 19-5-2 | Deiveson Figueiredo | Sottomissione (rear-naked choke)         | UFC 263: Adesanya vs. Vettori 2                      | 12 giugno 2021    | 3     | 2:26  | Glendale, Stati Uniti      | Vince il titolo dei pesi mosca UFC. Performance of the Night.      |
| Parità    | 18-5-2 | Deiveson Figueiredo | Pareggio (maggioranza)                   | UFC 256: Figueiredo vs. Moreno                       | 13 dicembre 2020  | 5     | 5:00  | Las Vegas, USA             | Per il titolo dei pesi mosca UFC. Fight of the Night.              |
| Vittoria  | 18-5-1 | Brandon Royval      | KO tecnico (pugni)                       | UFC 255: Figueiredo vs. Perez                        | 21 novembre 2020  | 1     | 4:59  | Las Vegas, Stati Uniti     |                                                                    |
| Vittoria  | 17-5-1 | Jussier Formiga     | Decisione (unanime)                      | UFC Fight Night: Lee vs. Oliveira                    | 14 marzo 2020     | 3     | 5:00  | Brasilia, Brasile          |                                                                    |
| Vittoria  | 16-5-1 | Kai Kara-France     | Decisione (unanime)                      | UFC 245: Usman vs. Covington                         | 14 dicembre 2019  | 3     | 5:00  | Las Vegas, Stati Uniti     |                                                                    |
| Parità    | 15-5-1 | Askar Askarov       | Pareggio (non unanime)                   | UFC Fight Night: Rodriguez vs. Stephens              | 21 settembre 2019 | 3     | 5:00  | Città del Messico, Messico |                                                                    |
| Vittoria  | 15-5   | Maikel Pérez        | KO tecnico (pugni)                       | LFA 69                                               | 7 giugno 2019     | 4     | 1:54  | Cabazon, Stati Uniti       | Vince il titolo pesi mosca LFA.                                    |
| Sconfitta | 14-5   | Alexandre Pantoja   | Decisione (unanime)                      | UFC Fight Night: Maia vs. Usman                      | 19 maggio 2018    | 3     | 5:00  | Santiago del Cile, Cile    |                                                                    |
| Sconfitta | 14-4   | Sergio Pettis       | Decisione (unanime)                      | UFC Fight Night: Pettis vs. Moreno                   | 5 agosto 2017     | 5     | 5:00  | Città del Messico, Messico |                                                                    |
| Vittoria  | 14-3   | Dustin Ortiz        | Sottomissione tecnica (rear-naked choke) | UFC Fight Night: Swanson vs. Lobov                   | 22 aprile 2017    | 2     | 4:06  | Nashville, Stati Uniti     |                                                                    |
| Vittoria  | 13-3   | Ryan Benoit         | Decisione (non unanime)                  | The Ultimate Fighter: Tournament of Champions Finale | 3 dicembre 2016   | 3     | 5:00  | Las Vegas, Stati Uniti     |                                                                    |
| Vittoria  | 12-3   | Louis Smolka        | Sottomissione (guillotine choke)         | UFC Fight Night: Lineker vs. Dodson                  | 1 ottobre 2016    | 1     | 2:23  | Portland, Stati Uniti      | Performance of the Night.                                          |
| Vittoria  | 11-3   | Isaac Camarillo     | Sottomissione (rear-naked choke)         | World Fighting Federation 27                         | 16 aprile 2016    | 1     | 1:53  | Tucson, Stati Uniti        | Difende il titolo pesi mosca WFF.                                  |
| Vittoria  | 10-3   | Tyler Bialeck       | Sottomissione (rear-naked choke)         | World Fighting Federation 22                         | 25 luglio 2015    | 1     | 3:09  | Tucson, Stati Uniti        | Difende il titolo pesi mosca WFF.                                  |
| Vittoria  | 9-3    | Matt Betzold        | Decisione (unanime)                      | World Fighting Federation 18                         | 7 febbraio 2015   | 3     | 5:00  | Chandler, Stati Uniti      | Difende il titolo pesi mosca WFF.                                  |
| Vittoria  | 8-3    | C.J. Soliven        | Sottomissione (rear-naked choke)         | World Fighting Federation 16                         | 20 settembre 2014 | 1     | 0:58  | Chandler, Stati Uniti      | Debutto nei pesi mosca. Vince il titolo pesi mosca WFF.            |
| Vittoria  | 7-3    | Alex Contreras      | Sottomissione (triangle choke)           | World Fighting Federation 14                         | 28 giugno 2014    | 3     | 1:04  | Chandler, Stati Uniti      |                                                                    |
| Vittoria  | 6-3    | Paul Amaro          | Sottomissione (rear-naked choke)         | MEZ Sports: Pandemonium 9                            | 26 luglio 2013    | 2     | 3:01  | Mission Viejo, Stati Uniti |                                                                    |
| Vittoria  | 5-3    | Jason Carbajal      | KO tecnico (pugni)                       | MEZ Sports: Pandemonium 8                            | 23 marzo 2013     | 3     | 1:52  | Pomona, Stati Uniti        |                                                                    |
| Vittoria  | 4-3    | Jesse Cruz          | Decisione (non unanime)                  | Xplode Fight Series: Anarchy                         | 22 settembre 2012 | 3     | 3:00  | Valley Center, Stati Uniti |                                                                    |
| Sconfitta | 3-3    | Brenson Hansen      | Decisione (unanime)                      | CITC 11: Xtreme Couture vs. Southern California      | 28 luglio 2012    | 3     | 5:00  | Biloxi, Stati Uniti        |                                                                    |
| Vittoria  | 3-2    | Jonathan Carter     | Sottomissione (armbar)                   | Xplode Fight Series: Hunted                          | 19 maggio 2012    | 1     | 1:15  | Valley Center, Stati Uniti |                                                                    |
| Sconfitta | 2-2    | Ron Scolesdang      | Decisione (unanime)                      | MEZ Sports: Pandemonium 6                            | 3 marzo 2012      | 3     | 5:00  | Riverside, Stati Uniti     |                                                                    |
| Vittoria  | 2-1    | Luis Garcia         | Sottomissione (armbar)                   | UWC Mexico: New Blood 1                              | 29 gennaio 2012   | 1     | 2:21  | Tijuana, Messico           |                                                                    |
| Sconfitta | 1-1    | Marco Beristain     | Decisione (unanime)                      | UWC Mexico 10: To The Edge                           | 25 giugno 2011    | 3     | 5:00  | Tijuana, Messico           |                                                                    |
| Vittoria  | 1-0    | Atiq Jihad          | Sottomissione (armbar)                   | UWC Mexico 9.5: Iguana                               | 30 aprile 2011    | 1     | 2:30  | Tijuana, Messico           |                                                                    |